# 末廣町 (嘉義市)

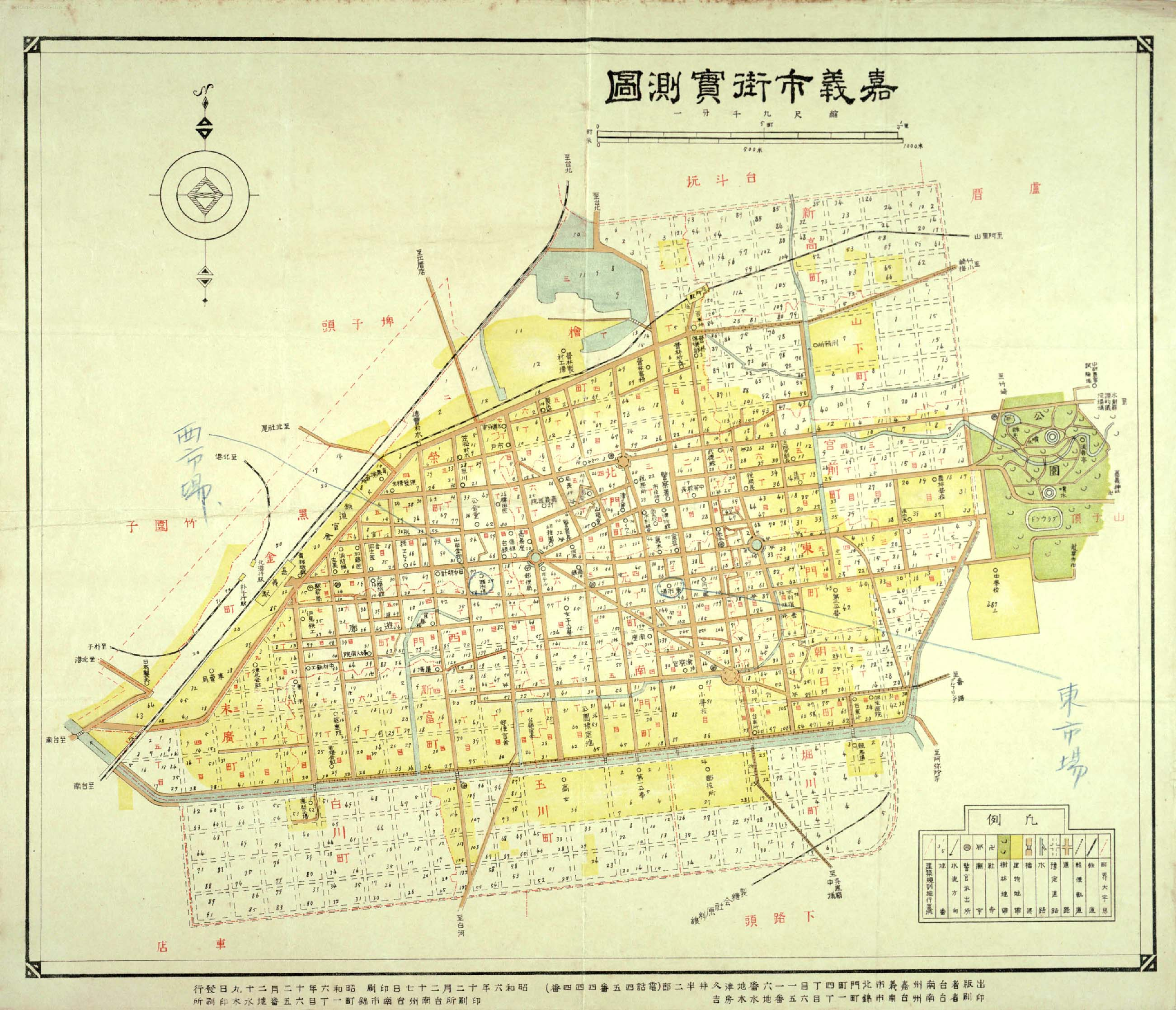
1931年嘉義市街圖

末廣町是台灣日治時代嘉義市之行政區，在新富町之西，由東至西細分為5個丁目，現延平街、垂楊路和仁愛路之間的地區。町名取吉字，末廣為逐漸繁榮之意。

## 關連項目
- 町名改正